# Pousada de Juventude de Almada
A Pousada da Juventude de Almada é um albergue localizado na margem sul do Rio Tejo, junto à Ponte 25 de Abril, disponibilizando uma panorâmica de toda a zona ribeiinha da cidade de Lisboa, nomeadamente da de Belém e Docas de Alcântara. Localiza-se na antiga freguesia de Pragal, Município de Almada, em Portugal.

## História e Contexto
A pousada integra a rede nacional de Pousadas da Juventude, que visa oferecer alojamento acessível e de qualidade para jovens viajantes, famílias e grupos turísticos. A rede surgiu como uma iniciativa de promoção do turismo jovem, incentivando o intercâmbio cultural e a exploração de destinos nacionais.
A localização da Pousada da Juventude de Almada é estratégica não apenas pela proximidade à cidade de Lisboa, mas também pela facilidade de acesso a outros pontos turísticos da região, como o Cristo Rei, as praias da Costa da Caparica e a Serra da Arrábida.

## Alojamento para jovens
A Pousada da Juventude de Almada integra um programa de apoio a estudantes universitários com alojamento a preços acessíveis, entre 200 e 300 euros por mês. Os pacotes incluem serviços como Wi-Fi, limpeza, troca de roupas de cama e uso da cozinha, visando aliviar a pressão sobre o mercado de habitação estudantil. Essa iniciativa faz parte do Plano Nacional para o Alojamento no Ensino Superior, promovido pelo governo português e gerido pela Movijovem. 
1. ↑  «Organização». www.pousadasjuventude.pt. Consultado em 5 de dezembro de 2024
2. ↑  «Mais quartos a preços acessíveis nas Pousadas da Juventude para alunos do ensino superior». www.portugal.gov.pt. Consultado em 5 de dezembro de 2024